# Eugen Horváth
Eugen Horváth, zvaný Janko (26. března 1940 Nálepkovo – 24. října 2014 Brno) byl slovensko-český romský houslista a primáš, protagonista původní hudby slovenských Romů. Od roku 1947 žil a působil v Brně.
Jeden rok navštěvoval brněnskou konzervatoř, jinak byl samouk vedený k hudbě rodinou. Od roku 1969 vedl vlastní kapelu zvanou Cimbálová muzika Eugena Horvátha, která vystupovala i v televizi a rozhlase. Na violu v ní hrál jeho bratr Alois, vyhlášený houslař. Po Eugenově smrti převzal kapelnictví nejstarší syn Milan.
Roku 2002 nahrál s kapelou album Zapomenuté tóny, které se podařilo vydat až posmrtně roku 2016.

## Ocenění
Roku 2014 obdržel cenu Muzea romské kultury.
Na jeho počest byl roku 2018 byl pojmenován park Hvězdička v brněnských Zábrdovicích ve vnitrobloku mezi ulicemi Francouzská a Hvězdová, jako Hvězdička – park Eugena Horvátha. Je to první české veřejné prostranství nazvané po romské osobnosti.